# Lothar Eisenträger
Lothar Eisenträger (* 9. Dezember 1896 in Sohlis; † 1963; Pseudonym Ludwig Erhardt) war ein deutscher Diplomat und Offizier.

## Leben
Nach dem Schulbesuch nahm Eisenträger als Offiziersanwärter des Garde-Füsilier-Regiments am Ersten Weltkrieg teil. Im Dezember 1914 wurde er zum Leutnant und später zum Oberleutnant befördert. In den frühen 1930er Jahren war Eisenträger als Nachrichtenmann tätig. Enge Beziehungen unterhielt er unter anderem zu Werner von Alvensleben.
Zum 1. September 1932 trat Eisenträger, der damals in der Wielandstraße Nr. 18 in Berlin lebte, der NSDAP bei (Mitgliedsnummer 1.331.648).
Im Zuge der Röhm-Affäre vom Frühsommer 1934 wurde Eisenträger kurzzeitig verhaftet und im Hausgefängnis der Gestapo in der Prinz-Albrecht-Straße 8 festgehalten.
1941 wurde Eisenträger als Mitarbeiter des Amtsgruppe Abwehr im Oberkommando der Wehrmacht – seit 1942 Oberstleutnant – ins japanisch besetzte China geschickt. Unter der Deckidentität als Kaufmann Erhardt übernahm er die Leitung des deutschen Nachrichtendienstes der Abwehr in China, der in Shanghai stationierten „Kriegsorganisation China“ (Bureau Erhardt). Zu Beginn des Pazifikkrieges wurde die deutsche Agententätigkeit im chinesischen Raum unter Regie Eisenträgers immer weiter ausgebaut. Seit 1942 nahmen diverse Außenstellen des Shanghaier Büros in Peking, Qingdao, Kanton und andernorts ihre Arbeit auf. Aufgabe des von Eisenträger geleiteten Netzwerkes war es, in Kooperation mit japanischen Stellen Spionage- und Sabotageaufgaben in China durchzuführen sowie die dort erhobenen Informationen auszuwerten und nach Berlin weiterzugeben. Des Weiteren waren sie für die Observierung von Auslandsdeutschen, zumal Emigranten und ihrer Kontakte, in China zuständig.
Nach der Kapitulation Japans wurden Eisenträger und seine Mitarbeiter von den Alliierten verhaftet. Da sie zwischen der Kapitulation Deutschlands im Mai 1945 und der japanischen Kapitulation im Herbst die japanischen Kriegsanstrengungen gegen die Alliierten weiter aktiv durch die Weitergabe von Informationen und Material unterstützt hatten, wurden sie vor einem amerikanischen Kriegsgericht wegen Verstoßes gegen die von Deutschland unterschriebenen Waffenstillstandsbedingungen und gegen das Kriegsrecht angeklagt. Der Prozess „United States of America vs. Lothar Eisentraeger“ fand vom 3. Oktober 1946 bis zum 14. Januar 1947 in Shanghai statt und endete mit der Verurteilung Eisenträgers zu lebenslanger Haft. Der mitangeklagte Ernst Woermann, von April 1943 bis Mai 1945 Botschafter des Deutschen Reiches bei der nationalchinesischen Regierung in Nanjing und der Gesandtschaftsrat und politische Referent in Shanghai Elgar von Randow wurden dagegen freigesprochen, weil den Diplomaten nicht nachgewiesen werden konnte, die Mitarbeiter des „Büro Ehrhardt“ geführt zu haben. Eisenträger und seine Mitgefangenen wurden im Februar 1947 nach Deutschland gebracht und dort im amerikanischen Kriegsverbrechergefängnis Landsberg inhaftiert.
Eine Haftprüfung lehnte das Washingtoner Bezirksgericht 1950 ab, weil es nicht zuständig sei, denn die Kläger hätten amerikanischen Boden niemals betreten. Auf diesen Präzedenzfall „Johnson vs. Eisenträger“ berief sich dasselbe Gericht 2002 bei einem Antrag auf Haftprüfung für die Guantanamo-Gefangenen, wobei diese Entscheidung vom Obersten Gericht der USA im Juni 2004 kassiert wurde. 1950 wurden Eisenträger und seine Mitgefangenen vorzeitig entlassen.
Kritisiert wurde später, dass das Vorgehen von Eisenträgers Leuten gegen jüdische Emigranten im Shanghaier Ghetto bei dem Kriegsgerichtsverfahren von 1946/1947 keine Rolle spielte.